# Chrono champenois
La Chrono champenois és una competició ciclista francesa, en format Contrarellotge, que es disputa anualment pels voltants de la vila de Bétheny, al departament del Marne. Actualment forma part de l'UCI Europa Tour.
La cursa es disputa des de 1989 en categoria femenina i des de 1998 en la masculina.

## Palmarès femení
| Any               | Vencedor               | Segon                  | Tercer                 |
| ----------------- | ---------------------- | ---------------------- | ---------------------- |
| 1989              | Nathalie Six           |                        |                        |
| 1990              | Nathalie Gendron       |                        |                        |
| 1991              | Nathalie Gendron       | Géraldine Quéniart     | Françoise Leprod'homme |
| 1992              | Jeannie Longo          | Géraldine Quéniart     | Cécile Odin            |
| 1993              | Swetlana Bubnenkowa    | Walentina Polchanowa   | Jeannie Longo          |
| 1994              | Svetlana Samokhvàlova  | Swetlana Bubnenkowa    | Walentina Polchanowa   |
| 1995              | Jeannie Longo          | Lotte Bak              | Sophie Swaertvaenger   |
| 1996              | Jeannie Longo          | Alessandra Cappellotto | Gabriella Pregnolato   |
| 1997              | Alessandra Cappellotto | Zulfià Zabírova        | Kathryn Watt           |
| 1998              | Zulfià Zabírova        | Walentina Polchanowa   | Imelda Chiappa         |
| 1999              | Jeannie Longo          | Walentina Polchanowa   | Antonella Bellutti     |
| 2000 No disputada |                        |                        |                        |
| 2001              | Kirsty Nicole Robb     | Sara Carrigan          | Olga Zabelínskaia      |
| 2002              | Zulfià Zabírova        | Sara Carrigan          | Jeannie Longo          |
| 2003              | Hanka Kupfernagel      | Karin Thürig           | Zulfià Zabírova        |
| 2004              | Karin Thürig           | Priska Doppmann        | Giovanna Troldi        |
| 2005              | Kathryn Watt           | Jeannie Longo          | Wendy Houvenaghel      |
| 2006              | Karin Thürig           | Christiane Soeder      | Andrea Thürig          |
| 2007              | Karin Thürig           | Amber Neben            | Mirjam Melchers        |
| 2008              | Karin Thürig           | Loes Gunnewijk         | Amber Neben            |
| 2009              | Wendy Houvenaghel      | Julia Shaw             | Grace Verbeke          |
| 2010              | Anne Samplonius        | Judith Arndt           | Olga Zabelínskaia      |
| 2011              | Judith Arndt           | Amber Neben            | Wendy Houvenaghel      |
| 2012              | Wendy Houvenaghel      | Carmen Small           | Olga Zabelínskaia      |
| 2013              | Ellen van Dijk         | Carmen Small           | Shara Gillow           |
| 2014              | Hanna Solovei          | Ellen van Dijk         | Katrin Garfoot         |
| 2015              | Ann-Sophie Duyck       | Tiffany Cromwell       | Hayley Simmonds        |
| 2016              | Katrin Garfoot         | Olga Zabelínskaia      | Ellen van Dijk         |
| 2017 No disputada |                        |                        |                        |
| 2018              | Leah Thomas            | Olga Zabelínskaia      | Hayley Simmonds        |
| 2019              | Vita Heine             | Mieke Kröger           | Marlen Reusser         |

## Palmarès masculí
| Any               | Vencedor                | Segon                   | Tercer                  |
| ----------------- | ----------------------- | ----------------------- | ----------------------- |
| 1998              | László Bodrogi          | Frédéric Finot          | Stéphane Celle          |
| 1999              | Linas Balčiūnas         | David Derepas           | Peter Schep             |
| 2000 No disputada |                         |                         |                         |
| 2001              | Steve Fogen             | Guillaume Canet         | Xavier Pache            |
| 2002              | Tomas Vaitkus           | Olivier Kaisen          | Francesco Rivera        |
| 2003              | Émilien-Benoît Bergès   | Romain Genter           | Dominique Rollin        |
| 2004              | Andrei Kunitski         | Florian Morizot         | Jeff Sherstobitoff      |
| 2005              | Mathieu Heijboer        | Stef Clement            | Alberto Kunz            |
| 2006              | Matti Helminen          | Aleksandr Bespàlov      | Peter Latham            |
| 2007              | Cameron Wurf            | Mateusz Taciak          | Michael Tronborg        |
| 2008              | Adriano Malori          | Andreas Henig           | Matti Helminen          |
| 2009              | Adriano Malori          | Westley Gough           | David McCann            |
| 2010              | Rasmus Christian Quaade | Matti Helminen          | Luke Durbridge          |
| 2011              | Luke Durbridge          | Rasmus Christian Quaade | Anton Vorobiov          |
| 2012              | Rohan Dennis            | Serguei Txernetski      | Rasmus Christian Quaade |
| 2013              | Campbell Flakemore      | Damien Howson           | Stefan Küng             |
| 2014              | Rasmus Christian Quaade | Reidar Borgersen        | Campbell Flakemore      |
| 2015              | Filippo Ganna           | Vegard Stake Laengen    | Davide Martinelli       |
| 2016              | Daniel Westmattelmann   | Reidar Borgersen        | Nathan Van Hooydonck    |
| 2017 No disputada |                         |                         |                         |
| 2018              | Martin Toft Madsen      | Mikkel Bjerg            | Hamish Bond             |
| 2019              | Mikkel Bjerg            | Justin Wolf             | Martin Toft Madsen      |